# Interaktion (medicinsk)
 For alternative betydninger, se Interaktion. (Se også artikler, som begynder med Interaktion)
Interaktion betyder indenfor medicin stoffers evne til at øve indflydelse på hinanden. En stor del af grunden til den omfattende kontrol, der føres med administrationen af lægemidler, handler om lægemidlers evne til at interagere med andre stoffer. I nogle tilfælde kan dette udnyttes positivt; for eksempel kan både paracetamol og acetylsalicylsyre virke smertelindrende hver for sig, men tages de samtidig komplementerer og forstærker de hinandens effekt. I andre tilfælde kan virkningen være negativ; for eksempel kan visse antibiotika i kombination med visse kolesterol-sænkende midler føre til en tilstand af sygelig nedbrydning af muskelvæv. Ligeledes kan visse former for kemoterapi forringes betragteligt af bestemte naturmediciner. Et tredje aspekt at overveje er, at visse medikamina – og kombinationer af disse – kan virke terapeutisk i bestemte doser, mens de er uvirksomme eller skadelige i andre doser.

Oplys derfor altid din læge om, hvilke præparater du indtager jævnligt, hvad enten det er "almindelig" medicin, naturmedicin eller noget helt tredje! 

Kun når lægen har det fulde overblik over, hvad patienten indtager, kan han tage højde eventuelle interaktioner mellem stofferne, og således tilrettelægge en hensigtsmæssig behandling. 